# Fallen (série télévisée, 2024)
Pour les articles homonymes, voir Fallen.
Fallen est une série télévisée d'origine Suisse et Allemagne filmée en Hongrie, créée par Claudia Bluemhuber, réalisée par Matt Hastings, et diffusée d'abord au Brésil le 12 août 2024 sur la plateforme Globoplay, et prévue dans le reste du monde pour l'automne 2024. Notamment sur France TV pour la France.
Il s'agit de l'adaptation de la série littéraire du même nom de l'autrice américaine Lauren Kate, dont le premier tome Damnés, est publié en France en 2010 chez Bayard Jeunesse.

## Synopsis
Luce, vingt ans, est envoyée dans le centre Sword & Cross pour purger la peine d'un crime qu’elle ne se souvient pas avoir commis. Elle était au mauvais endroit au mauvais moment.

## Distribution
- Jessica Alexander (VFB : Sophie Frison) : Lucinda « Luce » Price
- Gijs Blom (VFB : Matteo Marchese) : Daniel
- Timothy Innes (en) (VFB : Brieuc Lemaire) : Cam
- Josefine Koenig (VFB : Marie Braam) : Arriane
- Sarah Niles (VFB : Cécile Florin) : Madame Miriam
- Alexander Siddig (VFB : Michelangelo Marchese) : Dr Howson
- Lawrence Walker (VFB : Marvin Schlicke) : Roland
- Esmé Kingdom (VFB : Laetitia Liénart) : Penn
- Indeyarna Donaldson-Holness (VFB : Estelle Strypstein) : Gab
- Maura Bird (VFB : Sophie Peyronnet) : Molly
- Laura Majid (VFB : Claire Tefnin) : Cassie
- Sam Bell (VFB : Sophie Landresse) : Tasha